# John Kasich
John Kasich (13. svibnja 1952.) je američki političar i guverner Ohia od 2011. do 2019. Član je Republikanske stranke.

## Životopis
Rođen je u radničkoj obitelji u McKees Rocks, Pennsylvania, industrijskom gradu u blizini Pittsburgha. Sin je druge generacije imigranata; otac mu je češkog, a majka hrvatskog podrijetla.
Bio je član Zastupničkog doma SAD-a, gdje je predstavljao 12. kongresni distrikt savezne države Ohio od 1993. do 2001. godine. Vodio je emisiju Heartland with John Kasich‎ koja se je prikazivala na američkoj televizijskoj postaji Fox News od 2001. do 2007. godine. Radio je kao investicijski bankar u svojstvu direktora u uredu Lehman Brothersa u Columbusu sve do bankrota te tvrtke 2008. godine.
Iz radničke je obitelji, što je poslije često isticao u izbornim kampanjama. Roditelji su mu poginuli u prometnoj nesreći, a ta je tragedija snažno utjecala na njega. Do 1987. godine bio je "folklornim katolikom", a u praksi se smatrao ateistom. Poslije tog napustio je katoličanstvo i prešao na anglikanstvo gdje je znatno življe iskazivao vjeru. Potom je otišao živjeti u Ohio, gdje je studirao političke znanosti. Poslije je u Ohio napravio političku karijeru. Napisao je nekoliko knjiga.